# Dieter Semetzky
Dieter Semetzky   (Dresden, 3 de novembre de 1949) és un remer alemany, ja retirat, que va competir com a timoner sota bandera de la República Democràtica Alemanya durant la dècada de 1960.
El 1968 va prendre part en els Jocs Olímpics d'Estiu als Jocs de Ciutat de Mèxic, on guanyà la medalla de plata en la prova del quatre amb timoner del programa de rem. Formà equip amb Peter Kremtz, Manfred Gelpke, Roland Göhler i Klaus Jacob.
En el seu palmarès també destaca un campionat nacional.